# Свято-Успенский монастырь (Калистога)
Свято-Успенский монастырь (англ. Holy Assumption Monastery) — женский монастырь епархии Запада Православной церкви в Америке, находящийся в городе Калистога, штат Калифорния.

## История
В 1943 (по другим данным, 1941) году группа монахинь, бежавших от гонений из советской России и Китая, прибыли в Сан-Франциско, а затем приобрели двухэтажное здание для основания монашеского общежития в городе Калистога на берегу реки Напа. Таким образом, это — один из старейших православных монастырей в США. В 1959 году был построен отдельный деревянный храм по образцу церкви в Форт-Россе, который монахини украсили собственноручно изготовленными иконами.
В начале восьмидесятых годов XX века монастырь фактически прекратил существование и превратился в приходскую церковь, так как по разным причинам его покинули все монахини. В частности, насельницы монастыря во главе с игуменьей Варварой (Джонсон) поселились в бывшей Свято-Евгеньевской пустыни в Калифорнии, основав монастырь Святого Креста в 1984 году. Здания монастыря пришли в упадок и обветшали, однако в 1998 году усилиями духовника монастыря игумена Сергия (Геркена) началась его десятилетняя реставрация
8 октября 2009 года власти округа сообщили женскому монастырю святой Варвары в Санта-Пауле, штат Калифорния, о необходимости убрать дома на колёсах, в которых жила большая часть общины. После этого 22 октября десять его насельниц во главе с игуменьей Меланией (Салем) переехали в Калистогу, заселив монастырь заново.

## Современное состояние
Монахини в настоящее время работают в начальной школе в Калистоге, занимаются иконописью и изготовлением гробов. С 2011 года монастырь в сотрудничестве с приходом церкви святого Симеона Верхотурского в Калистоге, принадлежащим к Русской православной церкви заграницей, изготавливает вина под маркой Calistoga Orthodox Wines.